# Roland Wötzel
Roland Wötzel (* 3. Juni 1938 in Plauen) war zur Zeit der Wende in der DDR Mitglied der SED-Bezirksleitung in Leipzig. Bekannt wurde er vor allem als einer der Leipziger Sechs, deren durch Kurt Masur verlesener Aufruf am 9. Oktober 1989 nicht unwesentlich dazu beitrug, dass die Leipziger Montagsdemonstration erstmals ohne Gewalt von Seiten der Staatsführung ablaufen konnte.

## Leben
Roland Wötzel wuchs mit drei Geschwistern – ein weiteres war Opfer der NS-„Euthanasie“ geworden – in einfachen Verhältnissen im Vogtland auf. Er konnte die Oberschule besuchen und studierte bis 1960 Wirtschafts- und Rechtswissenschaft. Er schloss als Diplomökonom und Diplomjurist ab. Bereits 1959 trat er in die SED ein. Zunächst arbeitete in der Exportabteilung des Kombinats Leunawerke, kam dann zur zentralen Plankommission und wurde danach erster stellvertretender Vorsitzender der Bezirksplankommission Leipzig. 1971 rückte er zum Vorsitzenden auf und wurde zusätzlich stellvertretender Vorsitzender des Rates des Bezirks Leipzig. Beide Posten hatte er bis 1977 inne. Außerdem war er seit 1971 Mitglied der SED-Bezirksleitung und Abgeordneter des Bezirkstages. 1977 und 1978 studierte er an der Parteihochschule der KPdSU. Anschließend wurde er 1. Sekretär der SED-Kreisleitung Leipzig-Stadt und 1984 Sekretär für Wissenschaft und Erziehung der SED-Bezirksleitung Leipzig. Der in der Ära Gorbatschow als reformbereit geltende Wötzel konnte sich innerhalb der Bezirksleitung unter dem Vorsitzenden Horst Schumann und dem 2. Sekretär Helmut Hackenberg nie durchsetzen. Als die Opposition im Spätsommer 1989 erstarkte, war Wötzel als einer der ersten hohen SED-Funktionäre zu Gesprächen bereit. Ein durch den mit Wötzel gut bekannten kritischen Kabarettisten Bernd-Lutz Lange unternommener Versuch eines Dialogs wurde durch das Verbot des Neuen Forums vereitelt, als auch Wötzel sich der Parteidisziplin unterwarf.

## Der 9. Oktober 1989
Während die SED-Führung die im August beginnenden Montagsdemonstrationen nach dem traditionellen Friedensgebet in der Nikolaikirche als vom Westen gesteuerte konterrevolutionäre Zusammenrottungen diffamierte und mit Volkspolizei und Staatssicherheit gegen die Demonstranten vorging, war Wötzel über die wirklichen Umstände gut informiert. Als für den 9. Oktober eine gewaltsame Niederschlagung der Demonstration drohte, setzte sich Wötzel mit seinen SED-Kollegen Kurt Meyer, der ebenfalls reformorientiert war und als Kultursekretär gute Verbindungen zum Gewandhaus-Orchesterchef Kurt Masur hatte, und Jochen Pommert, der als Sekretär für Agitation und Propaganda für die unsachliche Berichterstattung und Gewaltdrohungen in der Presse mit verantwortlich war, zusammen, um nach Mitteln zur Verhinderung der Eskalation der Gewalt zu suchen. Zuvor hatte Masur Meyer angerufen, um nach einer Lösung zu suchen. Die drei Sekretäre fuhren dann zu Masur, nachdem Wötzel noch Lange und den Theologen Peter Zimmermann von der Universität Leipzig hinzugezogen hatte, um einen Aufruf zur Gewaltlosigkeit zu verfassen, der in den Kirchen und über den Stadtfunk verlesen werden sollte. Bereits angesichts des gewalttätigen Polizeieinsatzes zwei Tage zuvor hatten Lange und Wötzel ein Treffen für den Montag verabredet, wobei sie auch an ein Gespräch in der Nikolaikirche gedacht hatten. Die drei SED-Sekretäre, der Kabarettist und der Theologe trafen sich mit Masur in dessen Haus in Leutzsch, um den Aufruf zu verfassen. Dieser wurde in allen zum Friedensgebet offenen Kirchen verlesen, und in einer von Masur verlesenen Fassung im Rund- und Stadtfunk gesendet, was ebenfalls durch Wötzels Einfluss möglich wurde. Der Aufruf hatte auf viele Demonstranten eine erleichternde Wirkung, doch dass die bis dahin größte Demonstration in Leipzig friedlich verlaufen konnte, lag in erster Linie an der großen Zahl der Demonstranten und deren konsequenter Friedfertigkeit. Wie später dokumentiert werden konnte, war die Mehrzahl der eingesetzten Bereitschaftspolizisten, die in der DDR aus Wehrpflichtigen bestand, nicht zum körperlichen Einsatz gegen die Demonstranten bereit.

## SED-Bezirkschef
Am 4. November trat die bisherige Leipziger Bezirksleitung zurück. Wötzel wurde zum neuen 1. Sekretär ernannt. Obwohl er als Reformer und für seine Rolle am für die Stadt und den Erfolg der Bürgerbewegung so entscheidend wichtigen 9. Oktober bekannt war, konnte er jedoch keine entscheidenden Akzente mehr setzen, da nun die endgültige Entmachtung der SED vordringliches Ziel der Demonstranten war und Wötzel als Vertreter der SED kein Gehör mehr fand. Sein Versuch, bei der Montagsdemonstration am 6. November zu den Demonstranten zu sprechen, ging in einem Pfeifkonzert unter. Von Dezember 1989 bis 1990 war er Mitglied des Parteivorstandes der SED-PDS. Wötzels Amtszeit als 1. Sekretär endete im Februar 1990. Danach vertrat er seine Partei noch am Runden Tisch in Leipzig.
Im Jahr 1990 gründete Wötzel eine Anwaltskanzlei und war bis 2014 als Rechtsanwalt mit Schwerpunkt Bau- und Architekturrecht tätig. Er ist Mitglied der Partei Die Linke.

## Veröffentlichungen
- mit Ekkehard Lieberam: Entzerrung der Zerrbilder – Texte zum Epochenwechsel, Verlag am Park, Berlin 2021, ISBN 978-3-947094-89-9

## Auszeichnungen
- 1973 Vaterländischer Verdienstorden in Bronze[1]